# 香港文華東方酒店

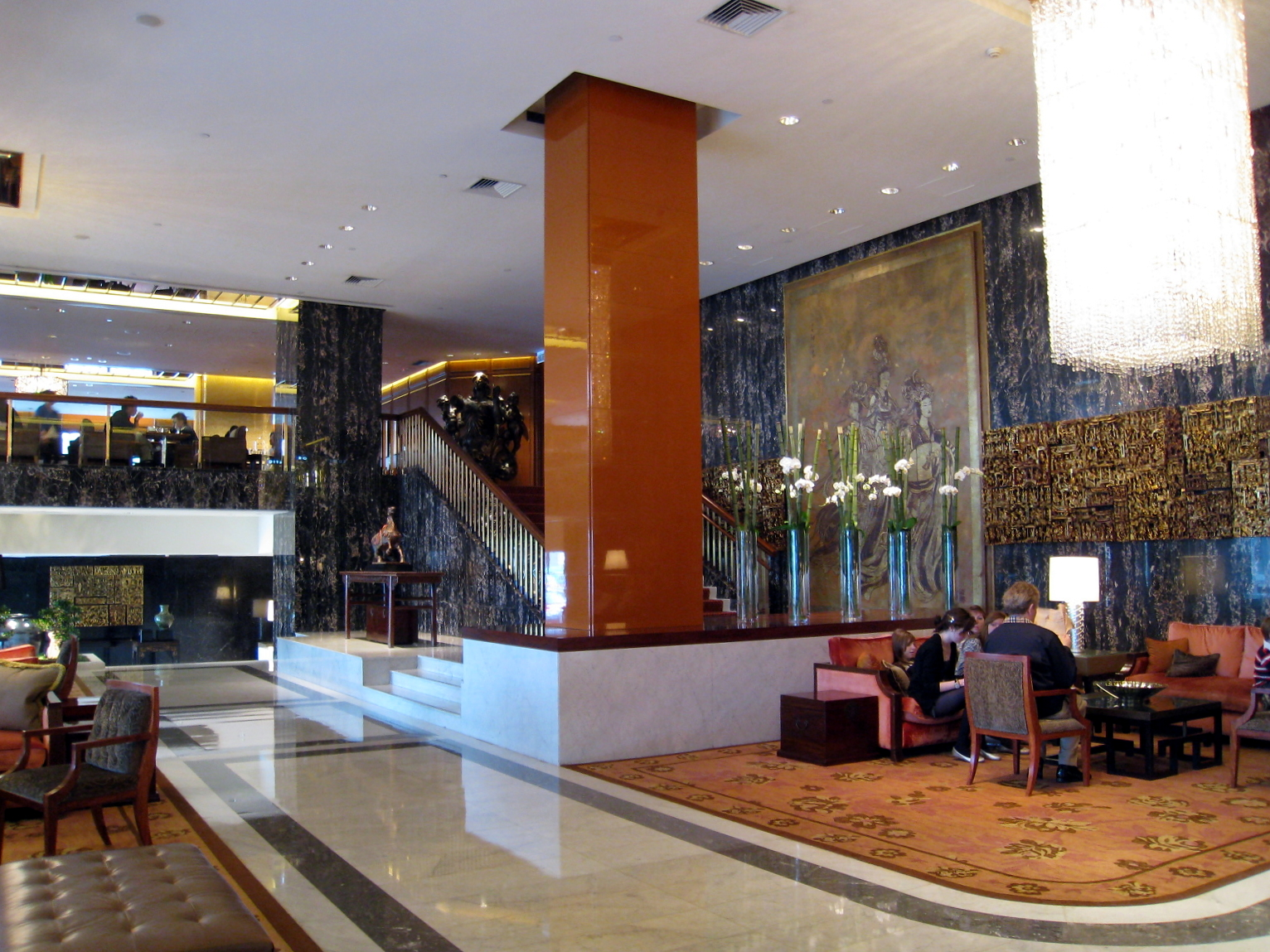
香港文華東方酒店大堂

香港文華東方酒店（英語：Mandarin Oriental Hong Kong）位於香港香港島中環干諾道中5號，是文華東方酒店集團旗下的旗艦酒店。

## 歷史
香港文華東方酒店是五星級酒店，位於中環皇后像廣場西北側，原址為皇后行，可眺望維多利亞港景色，酒店由香港中環著名地產商置地公司發展，孫福記營造有限公司承建，1963年9月開業，10月25日正式開幕。按置地原有計劃，酒店將命名為「皇后酒店」，於啟用前更名為文華酒店。酒店開業至今，由大堂的裝修、油畫至扒房的炭火燒烤爐等，一直都維持英國式傳統。
香港文華東方酒店是亞洲其中一家最佳酒店，不少名人政要曾在此居住，包括已故戴安娜王妃、已故英國首相、美國已故總統、福特與、馬友友、濱崎步、汶萊蘇丹、張國榮等。
酒店在2005年耗資10億8,000萬港元進行大規模翻新工程，由2005年12月28日至2006年8月暫停營業以進行翻新。並已於2006年9月28日重新開業。

## 餐廳
- Pierre：榮獲米芝蓮兩星級的法國餐廳（已結業）
- 文華扒房：港式西式扒房餐廳
- 文華廳：傳統粵菜餐館
- 庫克廳：私人宴會廳
- Cafe Causette：提供國際美食的餐廳
- 快船廊：提供早餐、早午餐、晚餐和特色下午茶的國際自助餐餐廳
- 千日里吧：英國餐廳
- M bar
- 船長吧
- 文華餅店：文華東方酒店的餅店

## 相册

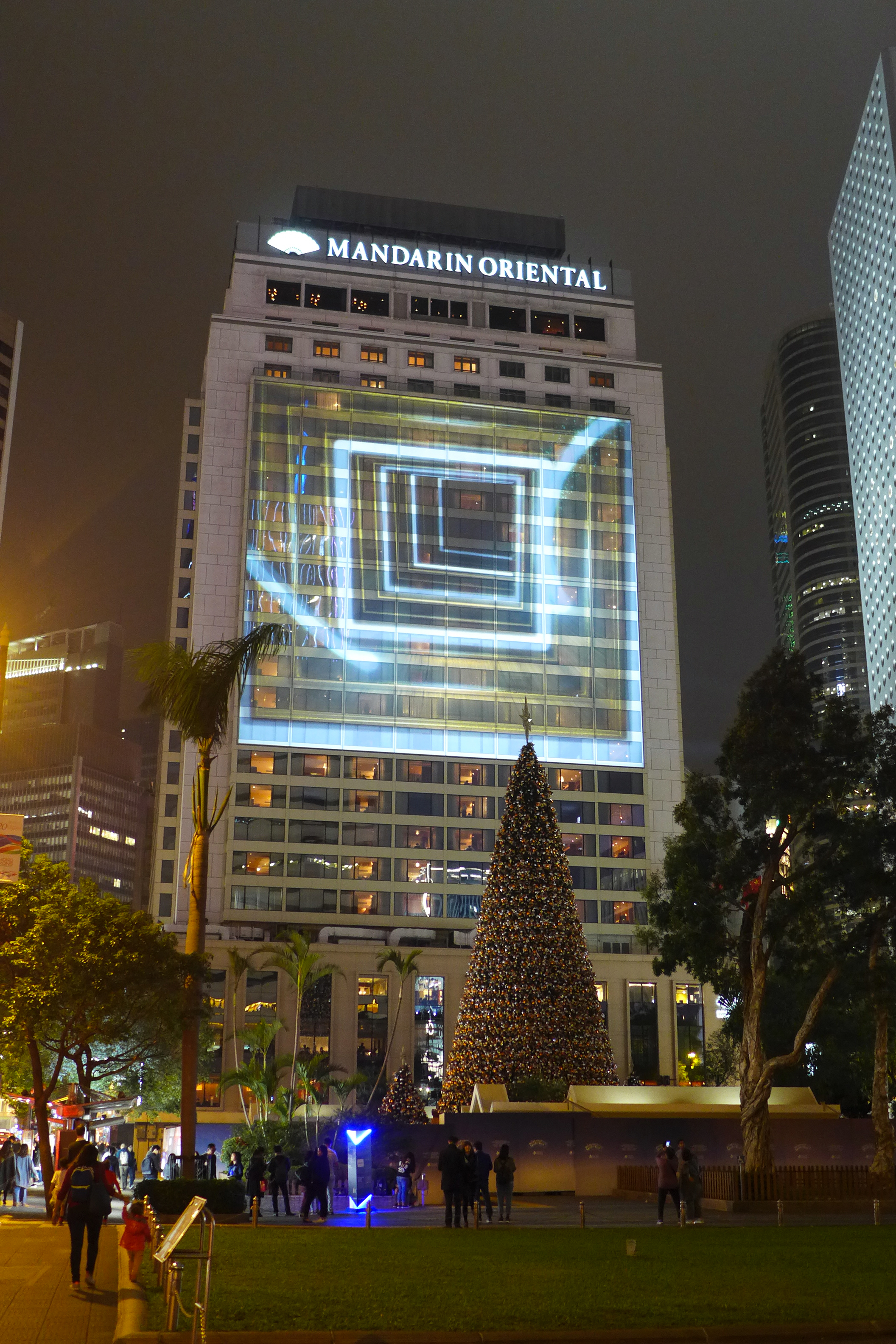
2017年「光·影·香港夜」，大樓外牆設光雕投影「LUX, An Experience」
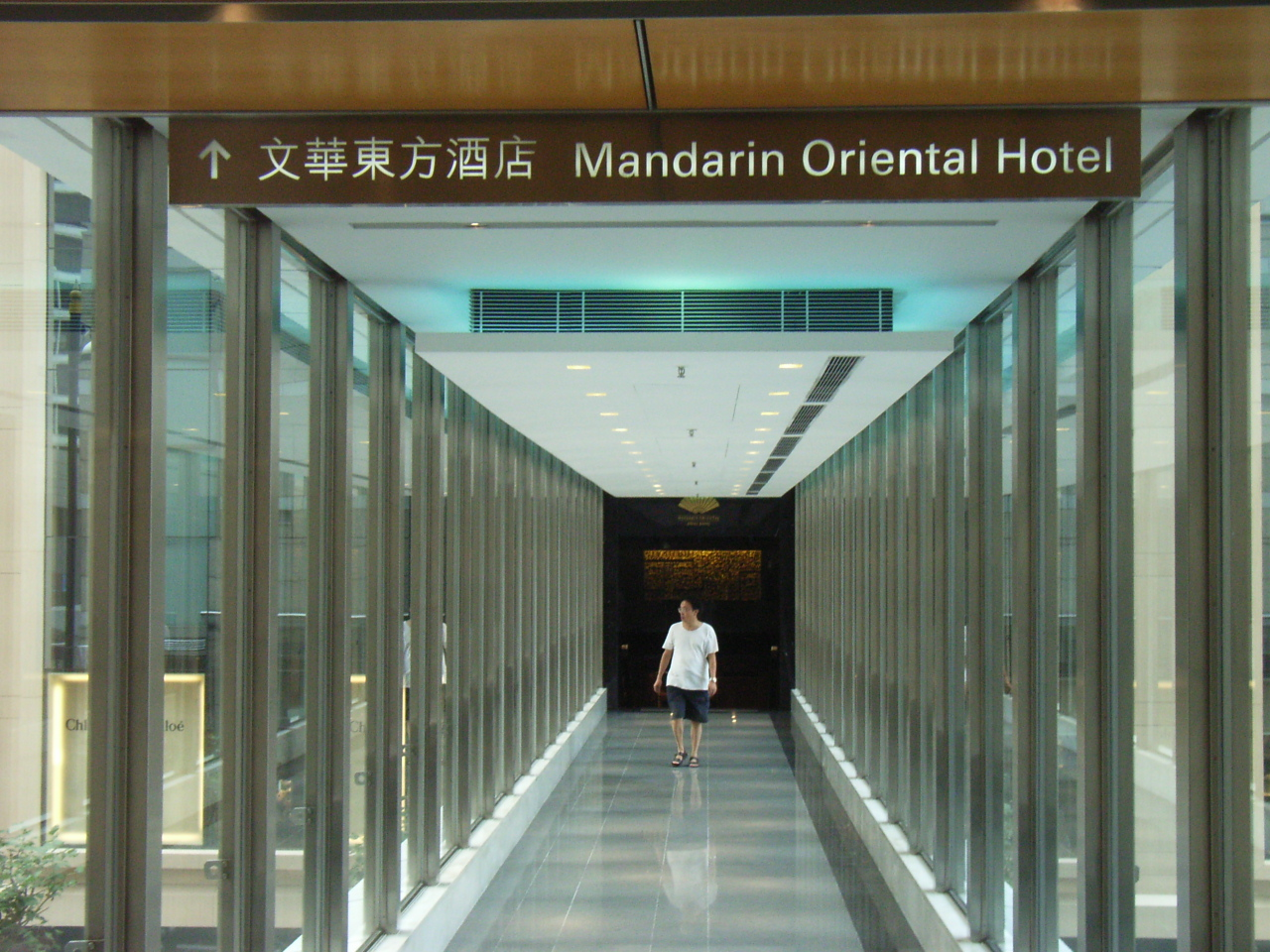
往酒店商場的行人天橋
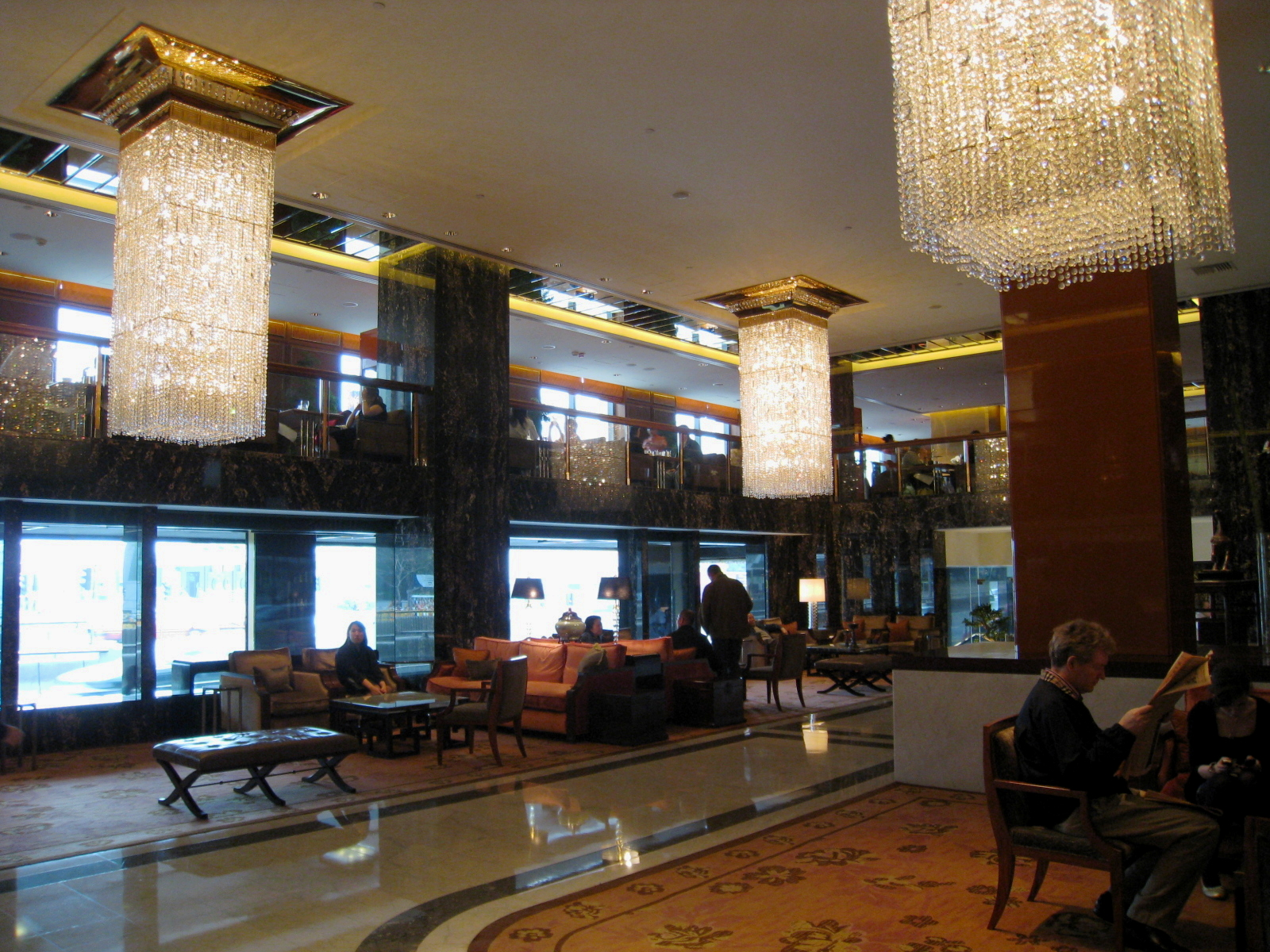
酒店大堂
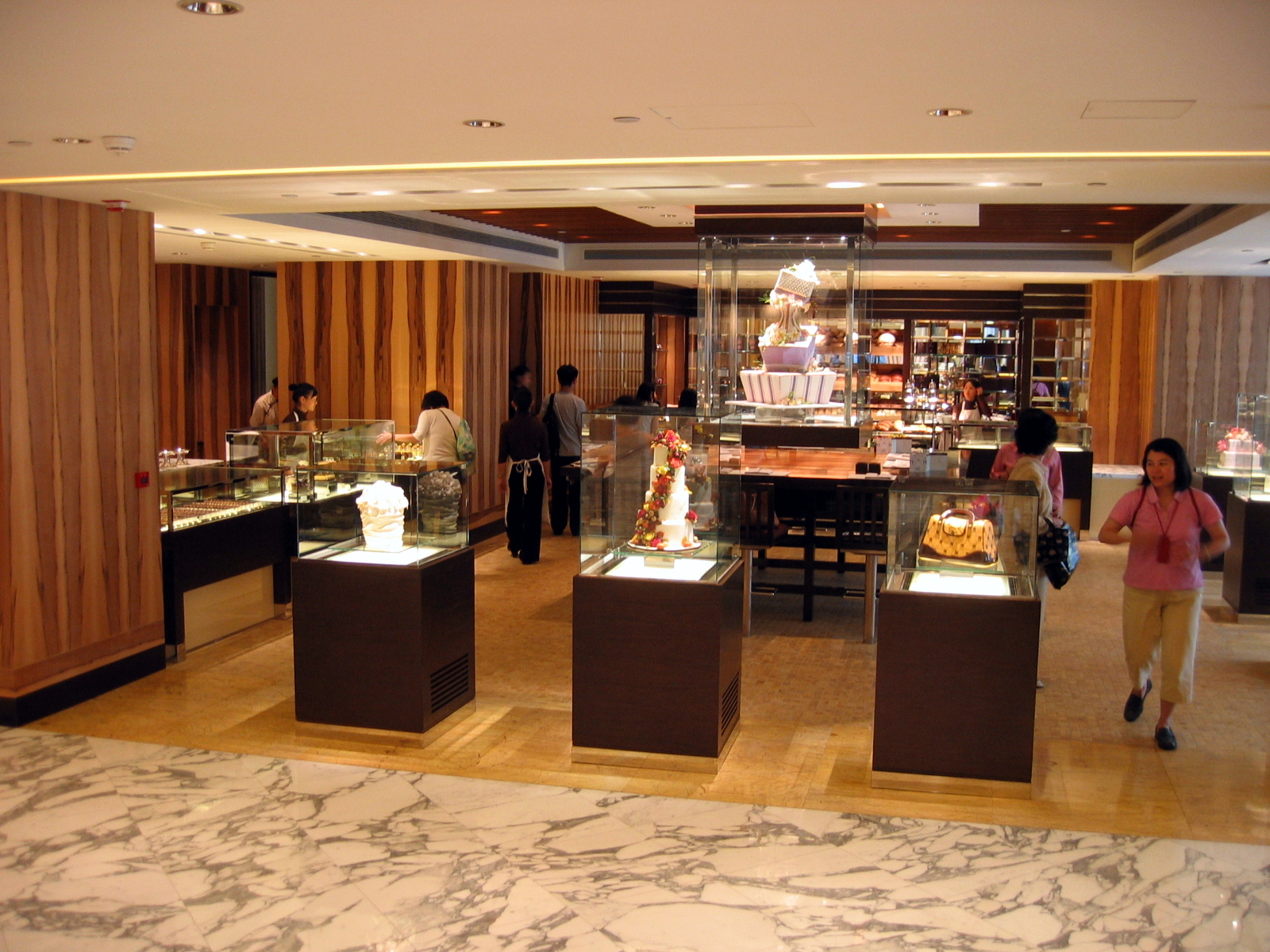
文華餅店
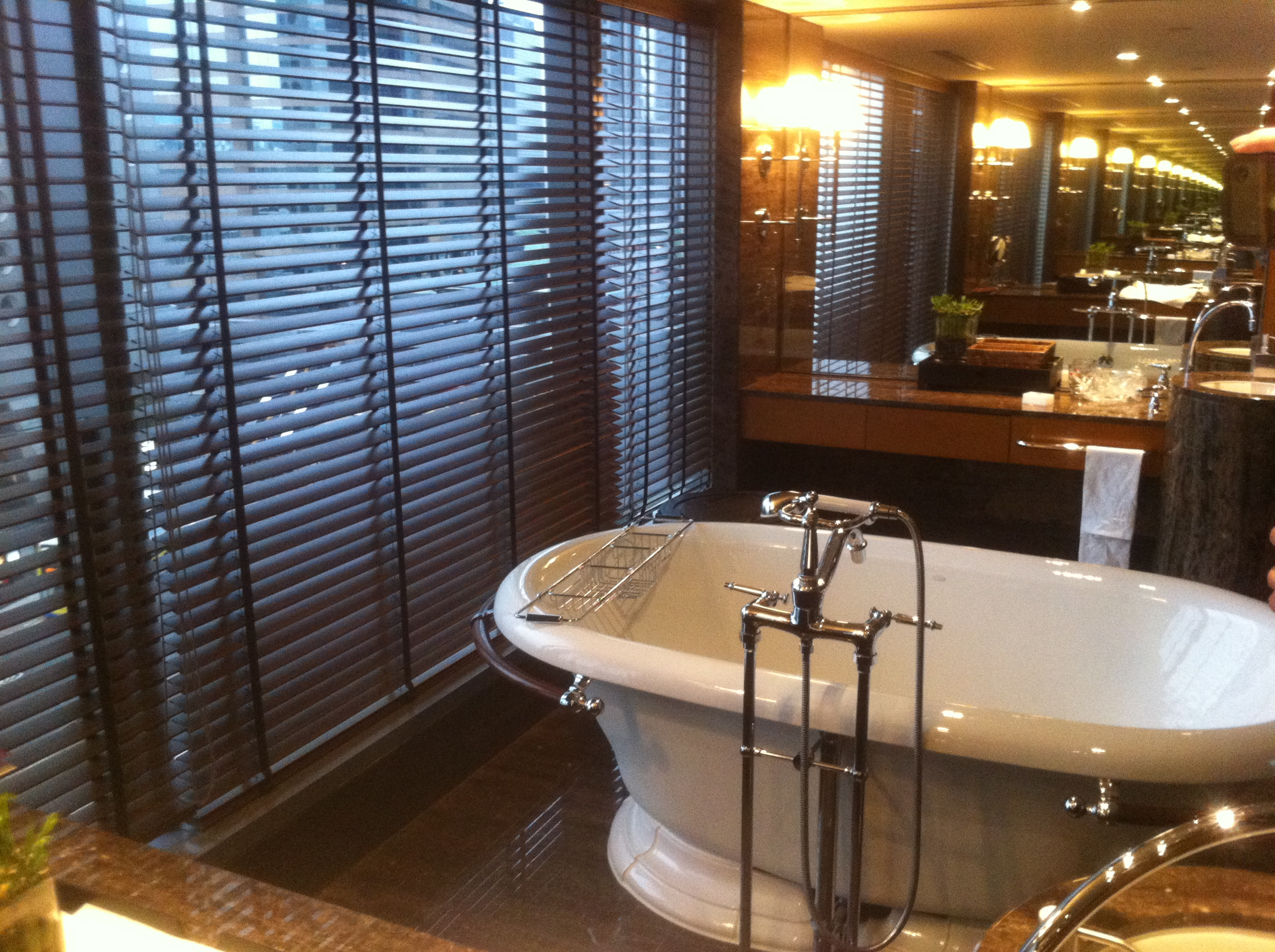
酒店房間一角
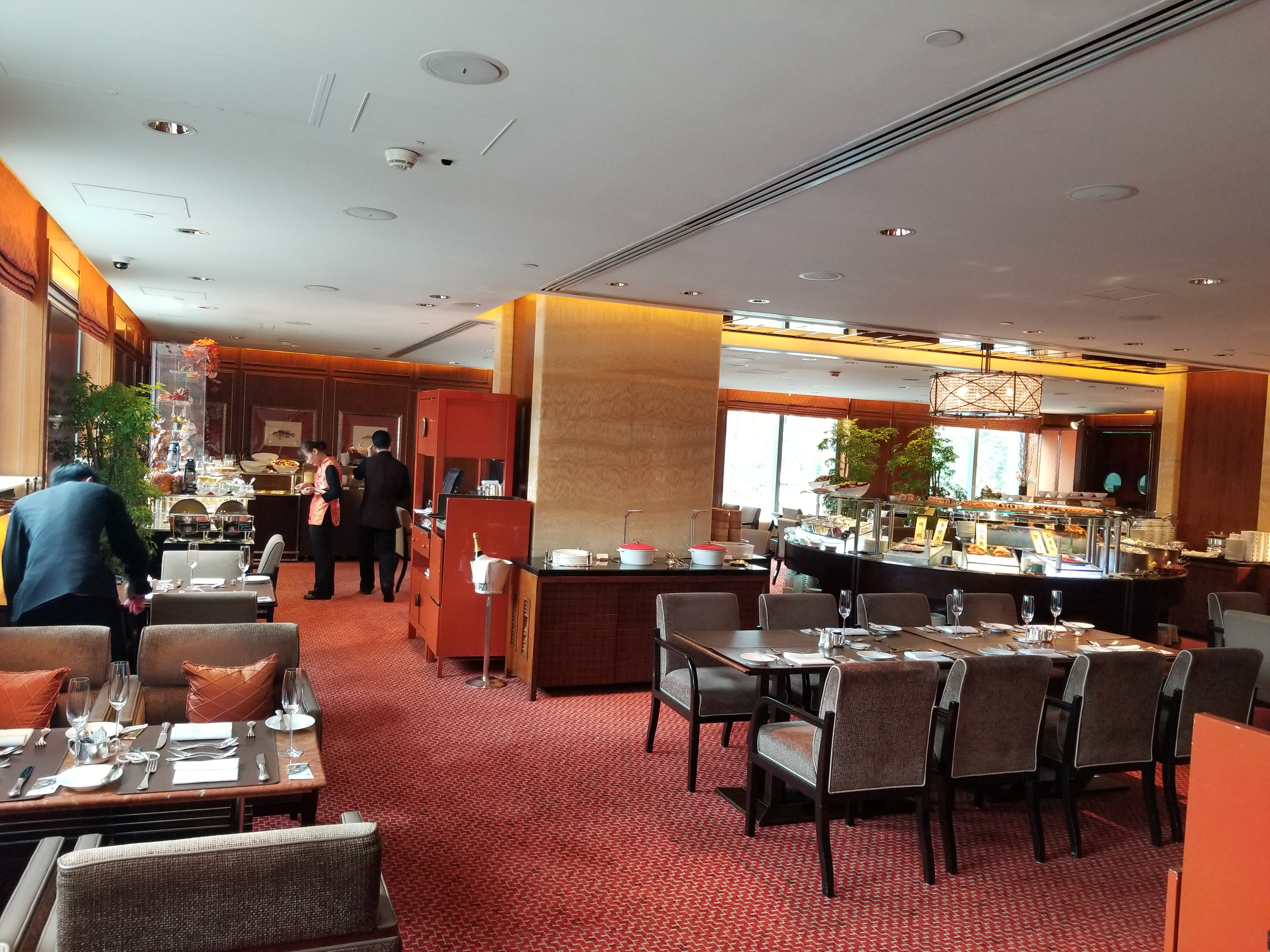
快船廊

## 歌星張國榮於愚人節跳樓自殺事件
2003年4月1日愚人節當日，香港著名歌手張國榮在酒店24樓一躍而下喪生。有传24楼被封是作为缅怀「哥哥」张国荣，其一原因是张国荣曾经称赞24楼的天花板很漂亮，张国荣他自己也很喜欢。其二是因为张国荣在此跳楼丧生墜下身亡。亦是每年的4月1日，大批市民在酒店近雪廠街一側放滿鮮花紀念這位一代巨星。

## 相關
- 中環公爵大廈香港置地文華東方酒店